# 2580 Smilevskia
A 2580 Smilevskia (ideiglenes jelöléssel 1977 QP4) a Naprendszer kisbolygóövében található aszteroida. Nyikolaj Sztyepanovics Csernih fedezte fel 1977. augusztus 18-án.